# ولتهوول
ولتهوول (به انگلیسی: Vellathuval) یک روستا در هند است که در Idukki district واقع شده‌است.

## خصوصیات
ولتهوول ۱۴٬۸۴۵ نفر جمعیت دارد.